# Beauvilliers, Yonne
Beauvilliers är en kommun i departementet Yonne i regionen Bourgogne-Franche-Comté i norra Frankrike. Kommunen ligger i kantonen Quarré-les-Tombes som tillhör arrondissementet Avallon. År 2022 hade Beauvilliers 71 invånare.

## Befolkningsutveckling
Antalet invånare i kommunen Beauvilliers
| Referens: INSEE |